# Частівка
Частівка, дрібушка (рос. частушка) — коротенька римована пісня, переважно жартівливого або сатиричного змісту, часто імпровізована, здебільшого чотиривірш.

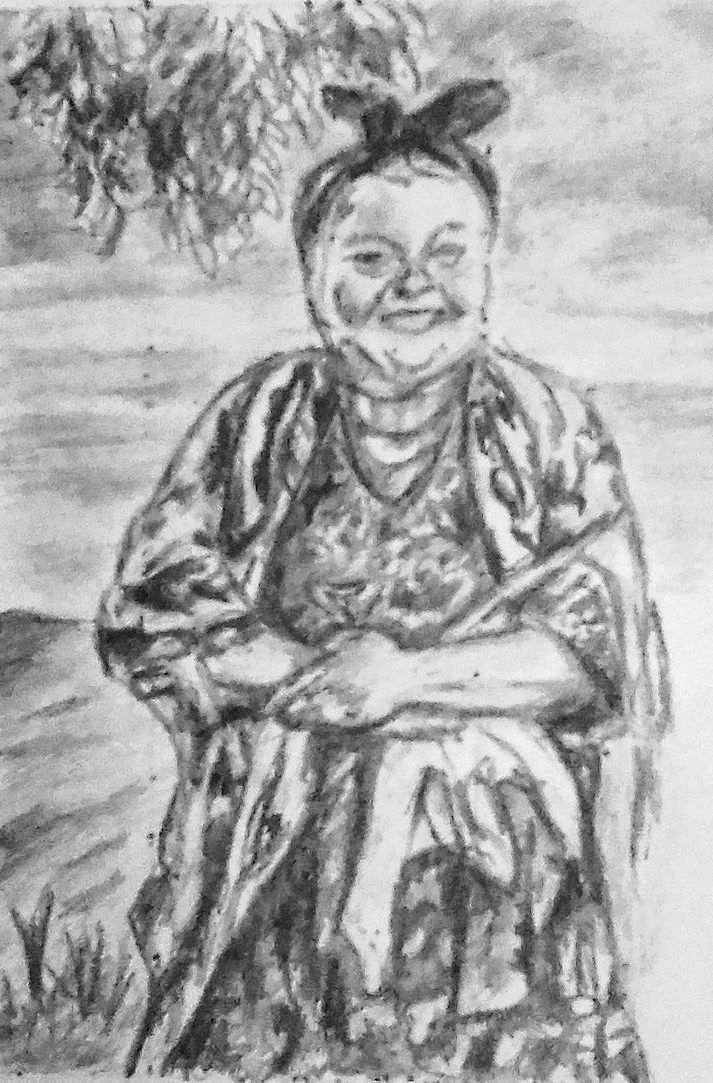
Жінка співає частушку (за мотивами фільму «Кубанські козаки»)

За своєю музичною будовою частушка створена не для хору голосів, а для окремої особи, для вираження швидкоплинних почуттів, швидкоплинних настроїв і переживань.

## Історичний розвиток і тематика
Так звані частушки перейняли національну традицію українських танечних пісень, а в радянську епоху перебрали на себе і російську назву, і зовсім інший зміст.
Походження терміна пов'язують із російським словосполученням «частые песни» (або від слова «частина» рос. частица — частинні пісні), тобто народна поезія швидкого ритму, яке, вважається, вперше запропонував російський письменник Гліб Успенський (1843 — 1902), а от походження частівки як явища (жанру) не з'ясоване. Ймовірно все-таки, частівки були «запозичені» росіянами з фольклору угромовних народів Поволжя, де цей жанр відомий здавна.

### 1901 рік
Достеменно відомо, що наприкінці XIX століття російські частівки — вже надзвичайно популярний жанр пісенної творчості, елемент сільської мас-культури. Втім, наприклад відомий радянський етнограф і фольклорист Д. К. Зеленін в одній з перших своїх наукових робіт описує частушку як нове́ явище в російській культурі на само́му початку XX століття.

### 1913 рік
Автор книги В. И. Симаковъ, Сборник деревенских частушекъ (Архангельской, Вологодской, Вятской, Олонетской, Пермской, Костромской, Ярославской, Тверской, Псковской, Новгородской, Петербургской губерний)  в своїй книзі виданій в 1913 році проводить такий тематичний поділ дрібушок (рос.):
| 1. Бєсєди і вєчєрінкі 2. Любовь 3. Любовь на пєрєбой 4. Раздор мілих 5. Бабьі пєрєсуди, сплєтні 6. Сатіра 7. Наряди 8. Отци і дєті 9. Нєудачная любовь 10. О замужествє і в замужествє 11. В чужую дальнюю сторонушку | 12. В чужих людях 13. Сиротство 14. Солдатчина і молодєц 15. Солдатчина і дєвушка 16. Подружкі товарушкі 17. Дєрєвєнская вольніца 18. Хуліганщіна 19. О вінє і пьянствє 20. Злободнєвния 21. Плясовиє і шуточния 22. Гаданія, суєвєрія, предразсуткі, рєлігія |

### 1917 рік
Великої популярності частівки набули після 1917 року, коли з одного боку були засобом ідеологічного впливу та пропаганди молодої радянської держави, а з іншого — елементом народної культури, у якому знаходили відображення нагальні життєві події і проблеми, часто несприйняття офіціозу. Така ж ситуація збереглася і у подальші 50 — 90 роки.
До основних тем частівок історично належать любовна й сімейно-побутова тематика. Однак з часом частівки набувають переважно антирелігійного (до середини XX ст.), соціально-побутового і пізніше суспільно-політичного змісту.
У СРСР народні частівки — нерідко реакція людей, і не завжди позитивна, на дії радянської влади, новини як внутрішньо-, так і зовнішньополітичні:
| х х х Сидить Ленін на горі, А Сталін в болоті — : Що зробили куркулеві, Те буде й голоті. | х х х Когда Ленин умирал, Сталину наказывал: «Много хлеба не давай, Мясо не показывай». | х х х Хотіли стать хазяями При совітській владі, Як залишимось живими, То будемо раді. | х х х Как-то Брежнев и Подгорный Напились вдвоем «Отборной». Утром встали с пьяной рожей, Водку сделали дороже. |

Частівки були і є елементом не тільки загальнонародної культури, а й складовою субкультур — студентства, робітничого класу, частиною дитячого фольклору.
Слід наголосити, що частівка, на відміну від деяких інших жанрів фольклору, лишається живим і навіть розвивається у наш час. Зокрема, у частівках знайшли своє відображення перебудова, розвал СРСР тощо. Сьогодні частівки — елемент як маскультури, так і російської професійної культури, нерідко використовуються у своїй творчості відомими гумористами і пародистами. Іноді частівки професійних виконавців називаються куплетами, відповідно їх автори і виконавці — куплетистами.

## Поширення і поетичні форми
Частівки — один з найпоширеніших видів народнопісенної і музичної творчості росіян, зрідка зустрічається у фольклорі українців і білорусів, є традиційним і дуже поширеним у фольклорі народів Поволжя та Уралу, як угро-фінських (комі, мордва, марійці тощо), так і тюркських (чуваші), частково народів Сибіру; у неслов'янських народів має свої назви — наприклад, такма́к у марійців або кожанна́р в тувинців.
Вірш частівки — хореїчний, строфа — дво- і чотирирядкова. Найпоширенішою є монологічна форма з однією парою рим. Частівці притаманне використання засобів виразності мови. Нерідко у частівках вживається ненормативна лексика.
Музичною основою частівок є короткі одночастинні, рідше — двочастинні мелодії. Найчастіше (при муз.супроводі) частівки виконуються під акомпанемент балалайки та гармоні, часто співаються без інструментальної підтримки. У поволзьких народів майже завжди частівки носять танцювальний (плясови́й) характер.
Зазвичай частівки односюжетні, вони акцентують на якомусь одному моменті, події. Їх характерними рисами є злободенність, документальність, лаконічність, тобто вміння декількома словами у два поетичні рядки повідомити про якісь актуальні подію, явище, рису людського характеру тощо.
| х х х Нє пойду я в лєсік тьомний - Йолочка нагнулася; Нє пойду я на вєчєрку - Девушка надулася. | х х х Ето, дєвушкі, нє мода - Под полой ходіть домой! Настоящая-то мода - С вєчєріночкі — одной. |

## Українські частівки
В Україні українські частівки є радше копіюванням російської традиції, проте вони є окремим жанром українського пісенного фольклору, водночас на користь несталості частівки як жанру варто відзначити, що в українській мові є багато інших народних назв для подібних жартівливих коротеньких пісень — витребеньки, дрібушки, триндички та інші.
В українських частівках відобразилися са́ме почуття і реалії українського народу, його злободенні проблеми, болі і переживання:
Шана великому Кобзареві — 
| х х х Хвала й слава Кобзареві Од роду й до роду, Що сміливо кликав люд Битись за свободу. | х х х Мов троянда, розквітає Вільна Україна, Народ повік не забуде Великого сина. |

Соціальні потрясіння 20-30 років XX століття і Голодомор 1932 — 33 років
| х х х Одна лата, два кулі — : Записало в куркулі, Описало всі горшки І загнало в Соловки. | х х х Ой за князів Кочубеїв Хліба вистачало, А як прийшли безштаники, То його не стало. | х х х Ой Постишев, вражий сину, Всохли б тобі руки, Як ти віддав Україну На голодні муки. |

Екологія і забруднення навколишнього середовища
| х х х Кароокій Лілії Носить білі лілії, А ще квіти сизі, Що в Червоній книзі. | х х х Із забрудненої річки Рибака позвав в'юнець: Ти злови мене скоріше, Бо вже тут мені [кінець]. |

Українські частівки близькі до значно популярнішого жанру українського фольклору — до коломийок.